# Копальня Альянс
Копа́льня Алья́нс — гірничодобувний майданчик в центральній частині Узбекистану, в західній частині хребта Зірабулак.
У 1994—1996 роках гірничорудна компанія «Альянс» провадила розвідку каолінів на Кетменчійській площі, за результатами якої було зареєстроване родовище Альянс. В цей же період організували і копальню, що вже в 1995-му відправила на керамічні підприємства Узбекистану перші пробні партії продукції.
Видобуток каолінів ведеться відкритим способом з наступним випуском кварц-каолінового концентрату. Річна потужність підприємства рахується як 50 тисяч тонн.